# Pseudomyrmex gracilis
Pseudomyrmex gracilis är en myrart som först beskrevs av Fabricius 1804.  Pseudomyrmex gracilis ingår i släktet Pseudomyrmex och familjen myror.

## Underarter
Arten delas in i följande underarter:
- P. g. argentinus
- P. g. atrinodus
- P. g. gracilis

## Bildgalleri

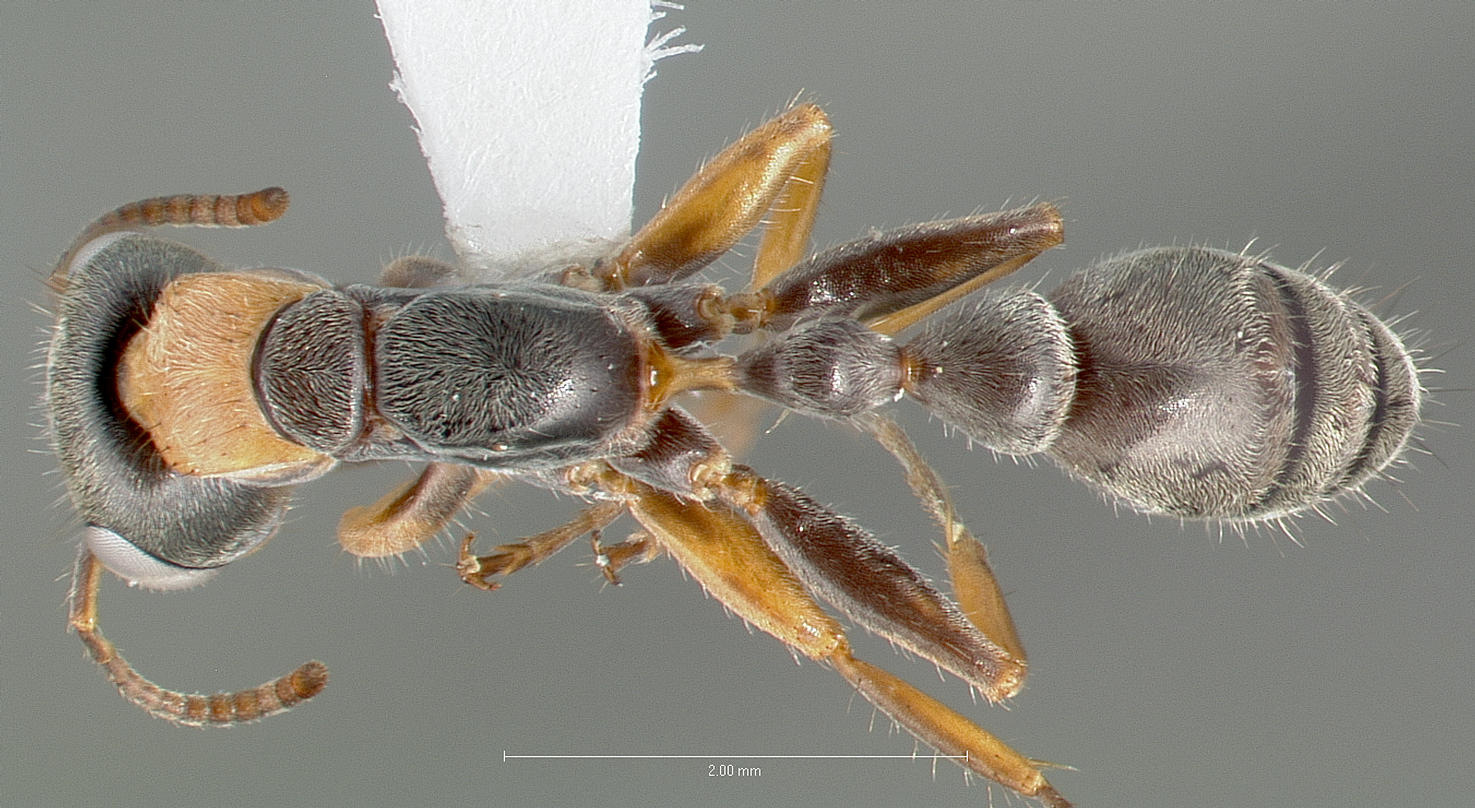
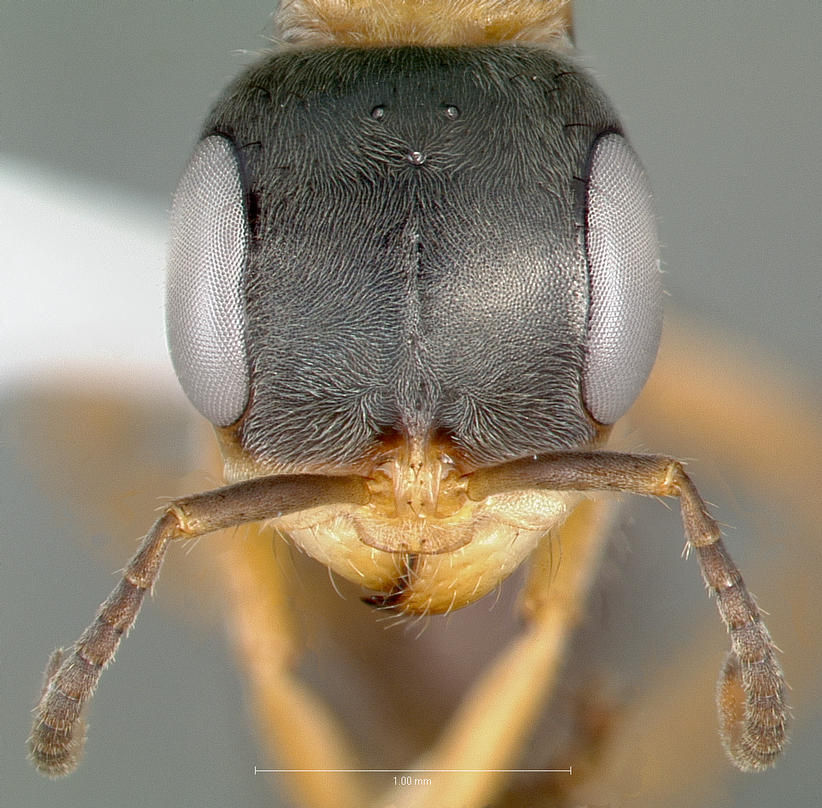
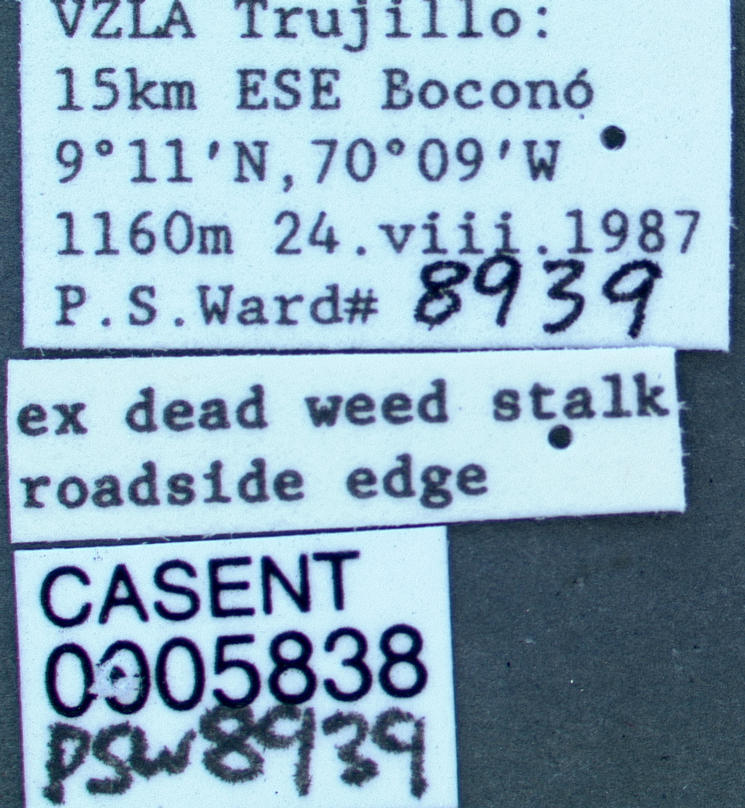
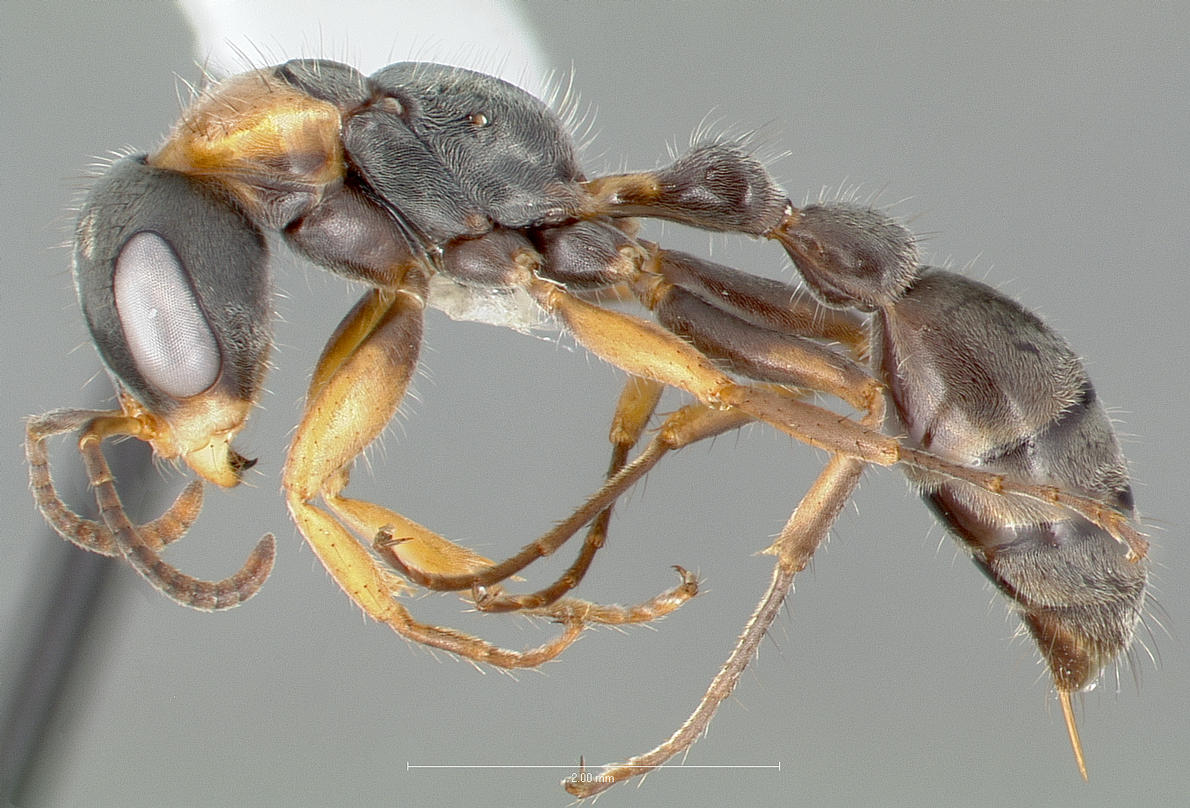
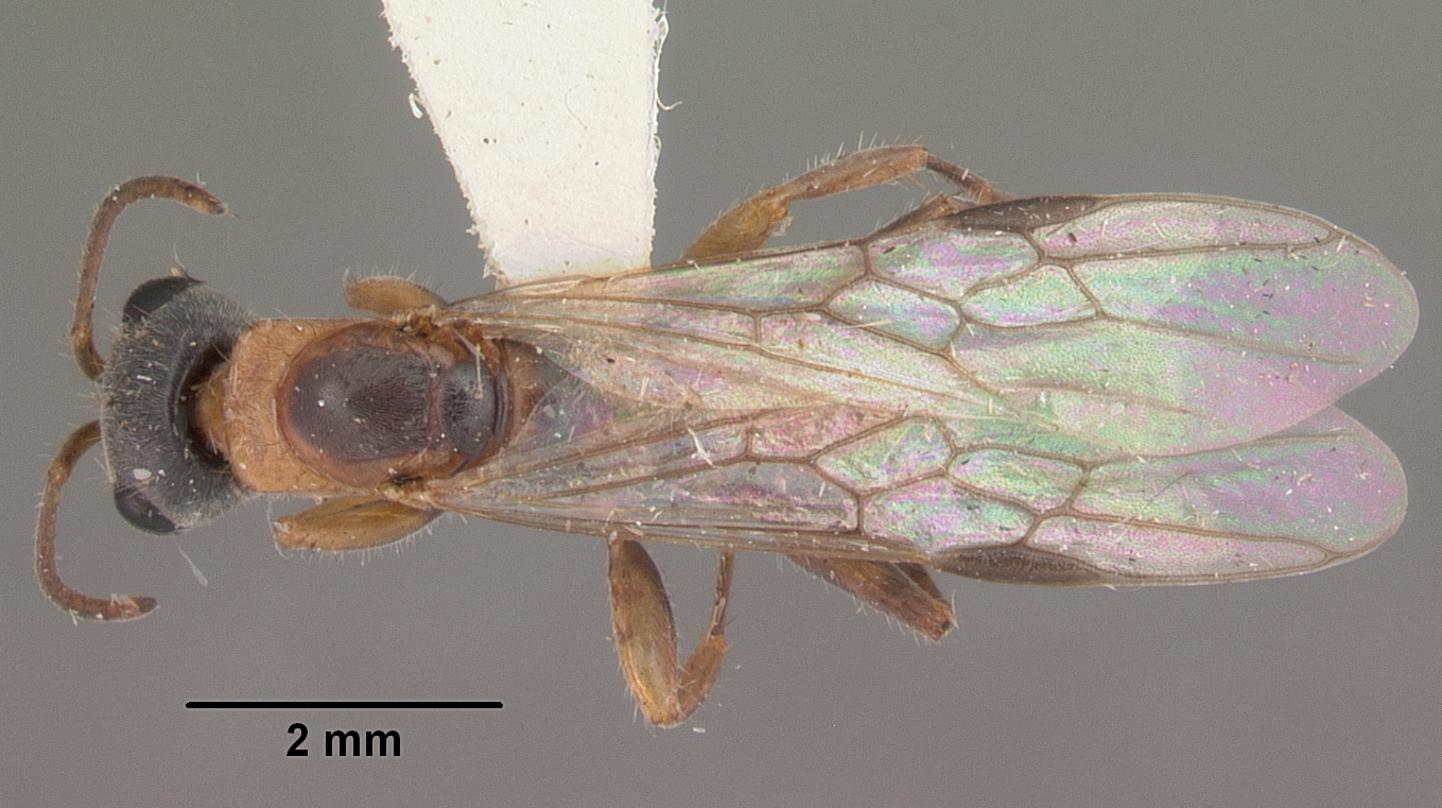
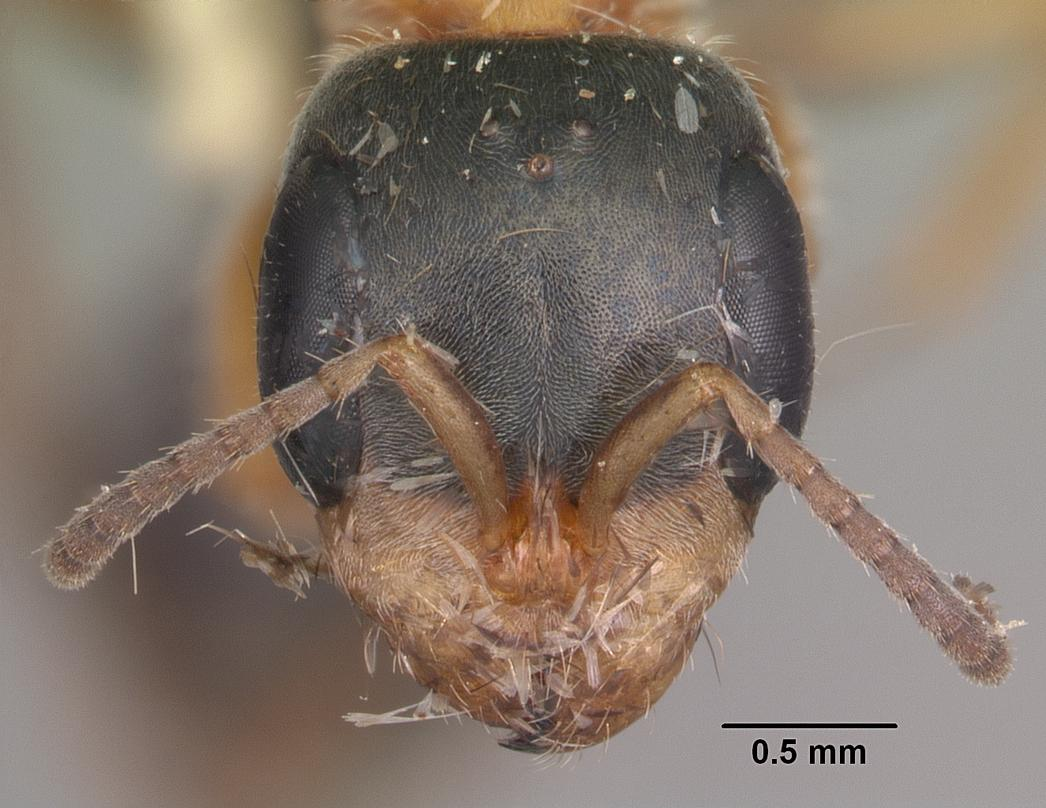